# Улица Лутсу
Улица Лутсу (эст. Lutsu tänav) — короткая (240 м) улица в исторической части Тарту, от улицы Рюйтли до улицы Якоби.

## История
Старая, деревянная застройка улицы погибла в грандиозном пожаре 1775 года, начавшемся на соседней улице Рюйтли (с постройки на месте современного дома 17). Последующее восстановление улицы было в выполнено в едином, неоклассическом, стиле.
С 10 января 1958 года по 2 марта 1989 года назвалась улицей Выймла (дословно — «улицей Спортзала», по тогдашнему использованию находящегося на ней здания Театрального дома).

## Достопримечательности
- дом 2 — Театральный дом[1][2] (1755—1758, пережил, один из немногих, грандиозный городской пожар в 1775 году). Барочный портал дома — единственный в городе[3].
- дом 8 — Тартуский музей игрушек[4]
- дом 5 — Церковь Святого Иоанна

## Факты
Название улицы не имеет отношения к эстонскому писателю Оскару Лутсу. Его имя («улица Оскара Лутса») с 1958 г. по 28 октября 1987 года носила другая улица в Тарту, нынешняя улица Няйтузе.

## Галерея

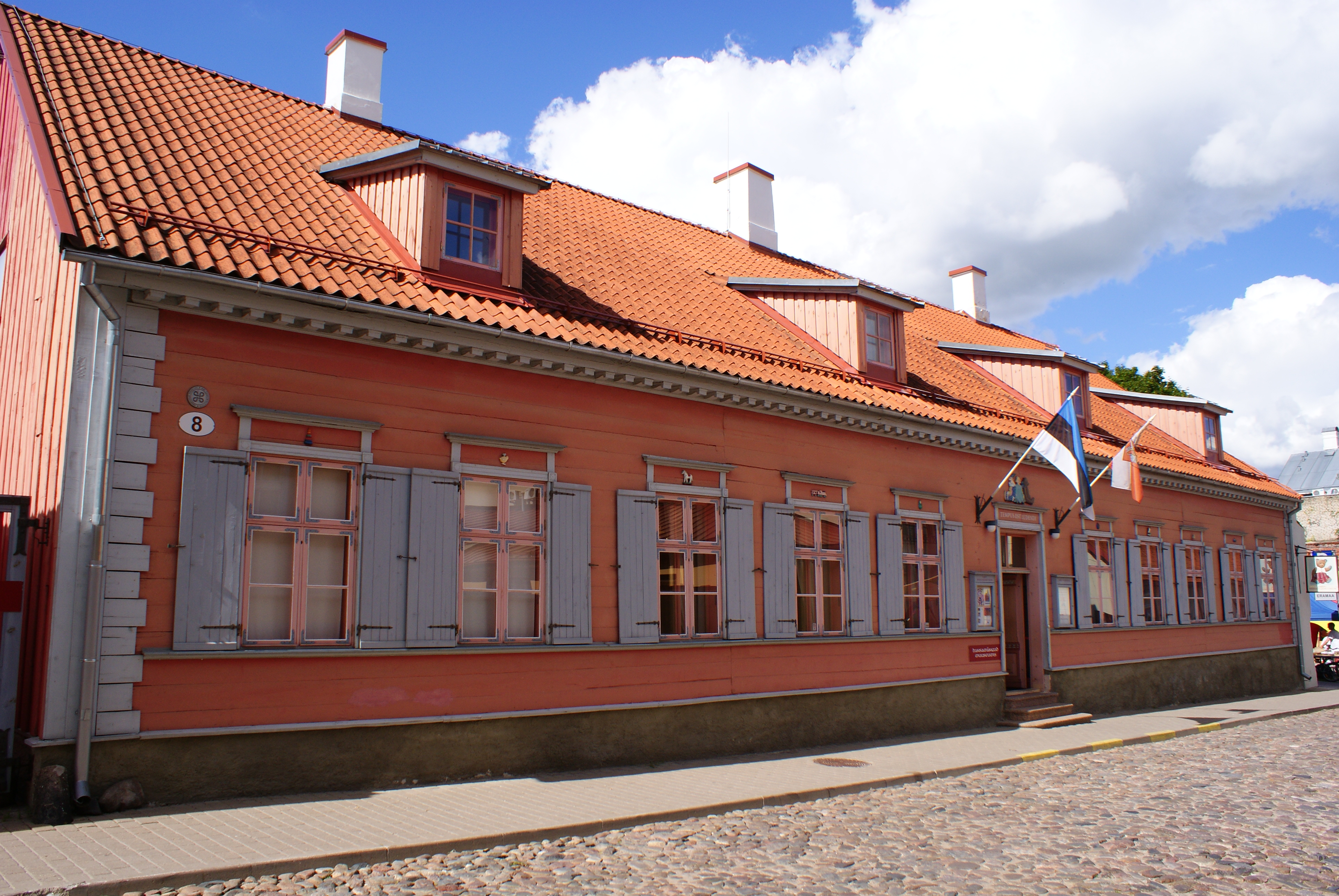
Тартуский музей игрушек
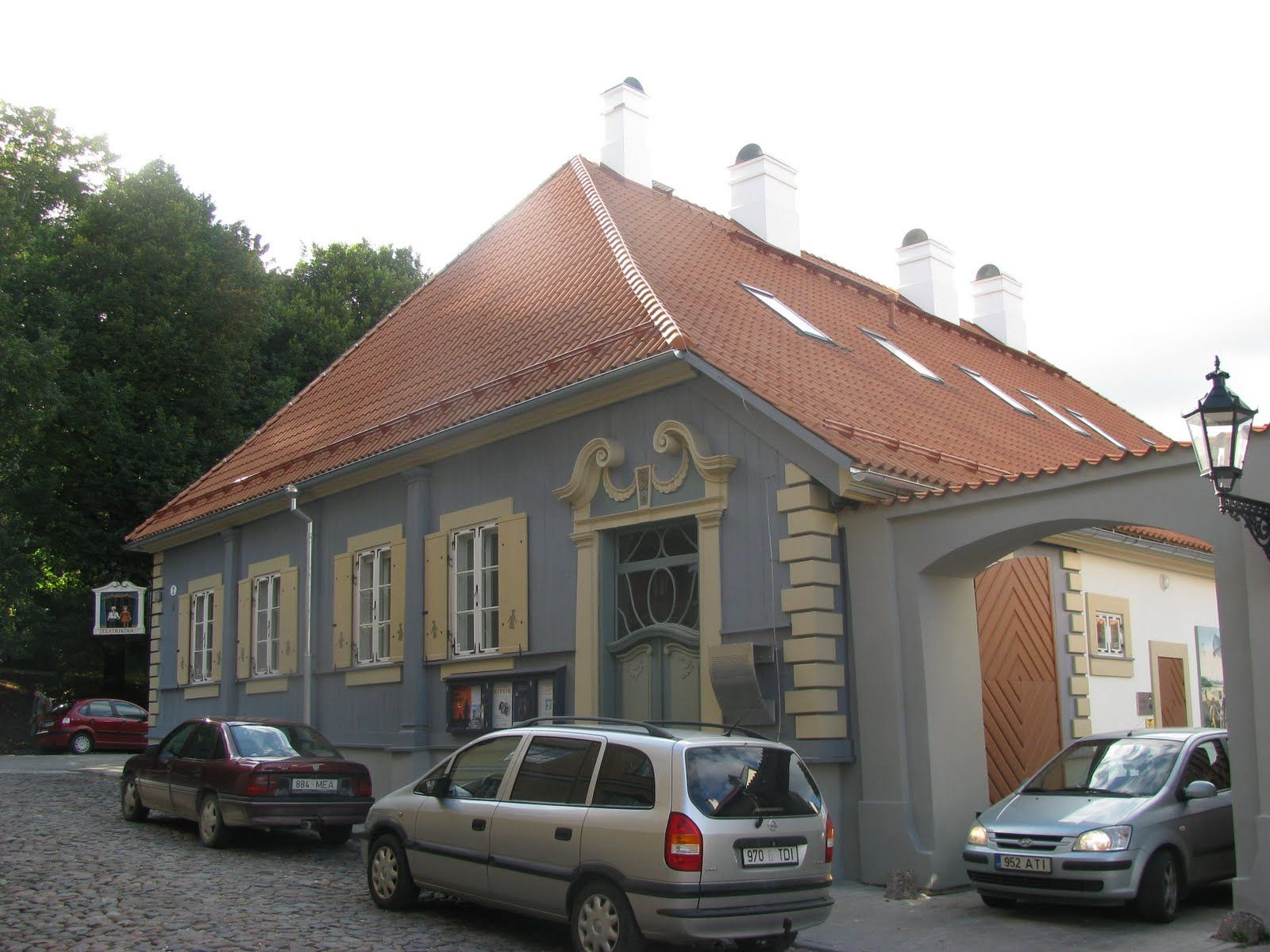
Театральный Дом
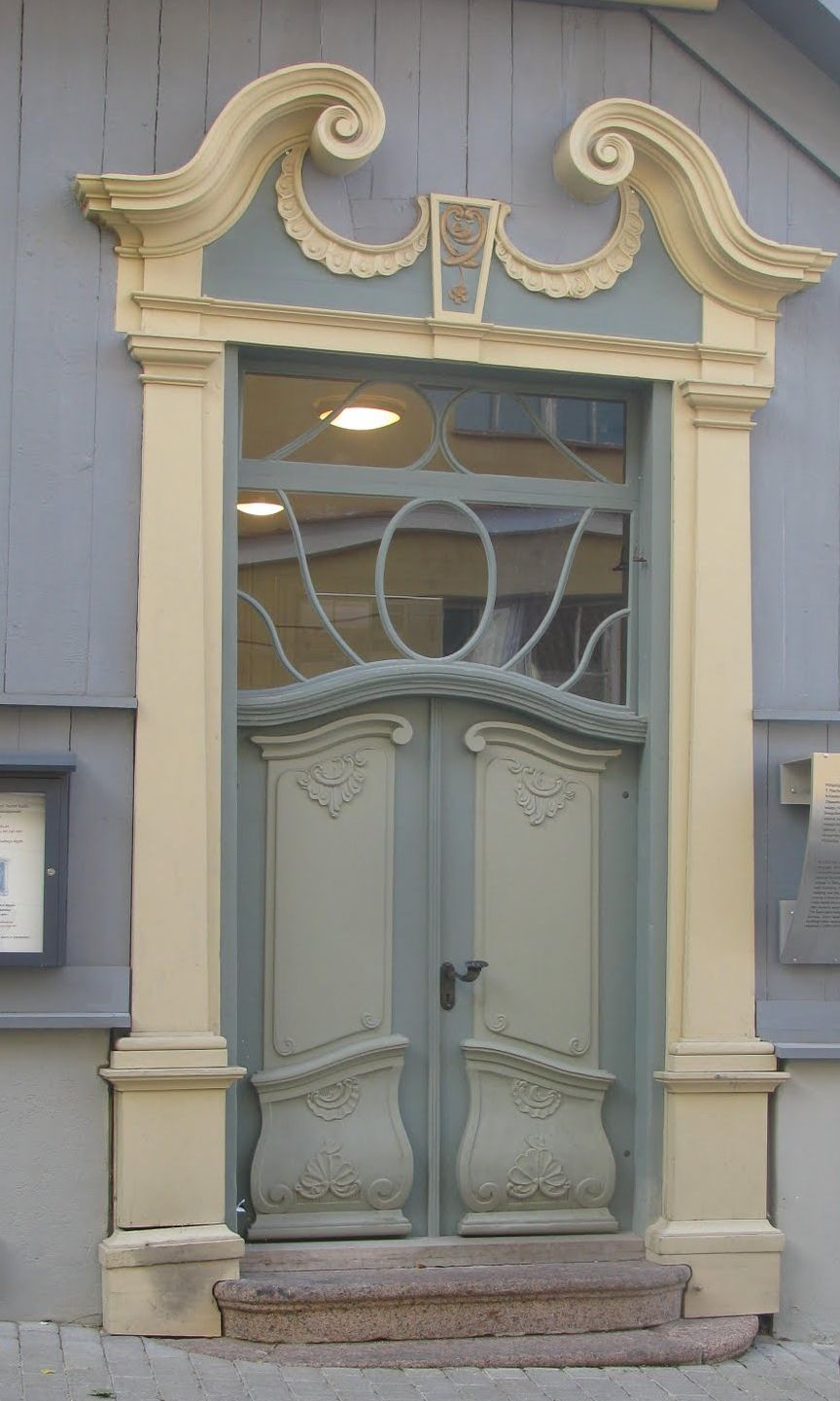
Портал Театрального дома
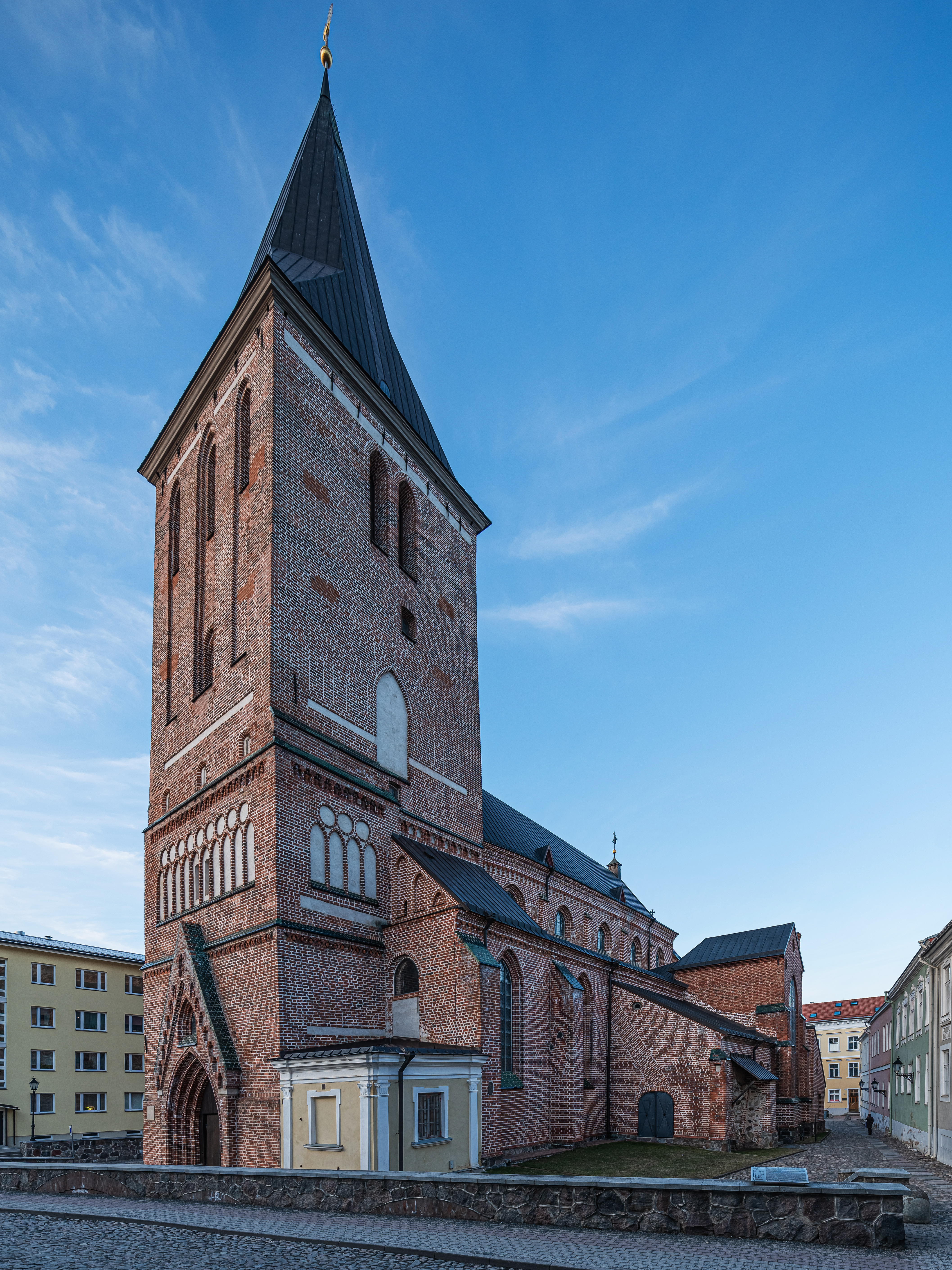
Церковь Святого Иоанна